# Enzo Maiorca
Enzo Maiorca (n. 21 iunie 1931, Siracusa, Italia – d. 13 noiembrie 2016, Siracusa, Italia) a fost un scufundător în apnee (scufundare liberă) italian.
Enzo Maiorca a devenit o legendă în scufundarea în apnee, fiind primul care a coborât sub adâncimea de 50 de metri, adâncime pe care o atingea în mod regulat la începutul anilor 1960.
Maiorca a deținut 13 recorduri mondiale la categoria no-limit între anii 1960 și 1974.
Rivalitatea sportivă dintre el și Jacques Mayol, care au împins tot mai departe limitele scufundării în apnee, a inspirat pe regizorul francez Luc Besson la realizarea filmului Le Grand Bleu (Marele Albastru), rolul lui Maiorca fiind jucat de Jean Reno, sub numele de Enzo Molinari.
Enzo Maiorca a participat timp de peste 30 de ani la numeroase experimente medicale conduse de prestigioși medici fiziologi francezi și italieni, cum ar fi înțelegerea fenomenului de trecere al plasmei în alveole, ce are loc în timpul scufundărilor profunde în apnee.

## Recorduri
- 1960: - 45  m, Siracuza
- 1961: - 51 m
- 1965: - 54 m
- 1972: - 80 m
- 1988: - 101 m, Siracuza

## Cărți publicate
- Cu capul înainte în albastru. Milano, ed. Murcia, 1977.
- Sub semnul lui Tanit. Milano, Rizzoli, 1980.
- Școala de apnee. Roma, ed. Cuba, 1982.
- La Mer avec un M majuscule. Lumini, 2001.